# Luffarbiff
Luffarbiff är en styckningsdetalj av nötkött som sitter på bogbladet. Det latinska namnet är M. Infraspinatus.
Luffarbiff är näst efter filén den möraste köttdetaljen på ett djur och passar bra att steka eller grilla. Endast sju dagars mörning behövs .